# Richard Keogh
Richard John Keogh (* 11. August 1986 in Harlow) ist ein irischer Fußballspieler, der seit 2022 beim englischen Drittligisten Ipswich Town unter Vertrag steht.

## Karriere

### Erste Stationen
Der aus der Jugendakademie von Stoke City stammende Richard Keogh wechselte am 19. Juli 2005 ablösefrei zu Bristol City. Am 3. September 2005 debütierte er in der Football League One 2005/06 bei einem 0:0 gegen Colchester United. In der anschließenden Spielzeit bestritt er 31 Ligaspiele und erreichte mit Bristol als Vizemeister der Football League One 2006/07 den Aufstieg in die zweite Liga. Die Saison 2007/08 verbrachte der 21-jährige Abwehrspieler auf Leihbasis bei den Drittligisten Huddersfield Town, Carlisle United und Cheltenham Town.

### Carlisle United und Coventry City
Am 20. August 2008 kehrte Keogh auf fester Vertragsbasis zu Carlisle United zurück. In Carlisle etablierte er sich als Stammspieler in der Innenverteidigung und verbrachte zwei Spielzeiten im Abstiegskampf der Football League One. Im Sommer 2010 entschied sich Keogh gegen eine Vertragsverlängerung und wechselte zum Zweitligisten Coventry City. In der Football League Championship 2010/11 bestritt er sämtliche 46 Ligaspiele und beendete die Saison mit Coventry im unteren Tabellendrittel. Ein Jahr später stieg der Verein als Tabellenvorletzter in die dritte Liga ab.

### Derby County, MK Dons und Huddersfield Town
Nachdem Coventry zuvor Angebote von Bristol City und Cardiff City abgelehnt hatte, wechselte Richard Keogh am 19. Juli 2012 zu Derby County und unterzeichnete einen Dreijahresvertrag. Bereits einen Tag später wurde er von Trainer Nigel Clough zum Mannschaftskapitän ernannt. Am 24. September 2019 wurde Keogh bei einem Autounfall verletzt, den sein Mitspieler Tom Lawrence unter Alkoholeinfluss verschuldete. Darauf wurde sein Vertrag von Derny County Ende Oktober 2019 aufgelöst.
Erst nach seiner Genesung fand er im August 2020 mit MK Dons in der EFL League One, der dritthöchsten englischen Liga, einen neuen Verein. Mitte Januar 2021 wechselte er in die zweite englische Liga zu Huddersfield Town und unterschrieb dort einen Vertrag bis zum Ende der Saison.

### FC Blackpool und Ipswich Town
Im Juli 2021 schloss sich Keogh dem Zweitligaaufsteiger FC Blackpool an, wobei neben einer Laufzeit von einem Jahr eine Option auf weitere 12 Monate vereinbart wurde. Für seine neue Mannschaft bestritt er 29 Spiele in der EFL Championship 2021/22 und sicherte sich mit dem Aufsteiger als Tabellensechzehnter den Klassenerhalt. Nachdem die Option zur Vertragsverlängerung von Blackpool nicht gezogen wurde, unterschrieb Keogh im August 2022 einen Einjahresvertrag beim Drittligisten Ipswich Town.

### Nationalmannschaft
Sein erstes Länderspiel bestritt Richard Keogh am 6. Februar 2013 beim 2:0-Sieg der irischen Nationalmannschaft gegen Polen, als er kurz vor Schluss eingewechselt wurde. In seiner zweiten Partie gegen Georgien vier Monate später spielte er nicht nur über die gesamte Spielzeit, er trug auch sein erstes Länderspieltor zum 4:0-Erfolg bei. In der Weltmeisterschaftsqualifikation 2012/13 kam er aber nicht zum Einsatz und saß auch nur einmal auf der Bank.
Danach kam er aber immer öfter zum Einsatz und im November 2014 bestritt er gegen Schottland sein erstes Pflichtspiel in der Qualifikation zur Fußball-Europameisterschaft 2016. Die letzten beiden Gruppenspiele und die beiden erfolgreichen Relegationsspiele gegen Bosnien-Herzegowina bestritt er als Stammspieler in der Innenverteidigung und wurde anschließend in den EM-Kader Irlands aufgenommen. In den ersten beiden Spielen saß er nur auf der Bank, aber nach der 0:3-Niederlage gegen Belgien wurde die Abwehr verändert und er bestritt die nächsten beiden Partien jeweils über 90 Minuten. Im Achtelfinale scheiterte das Team dann mit 1:2 an Gastgeber Frankreich.